# Winzer

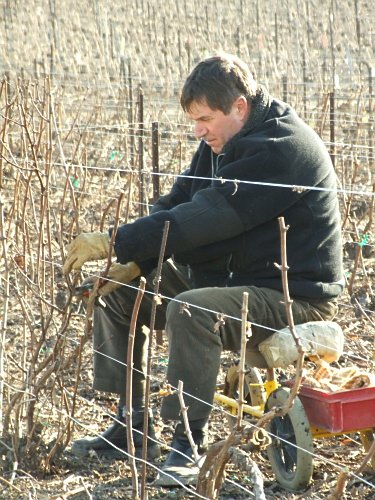
Winzer in der französischen Region Champagne-Ardenne beim Zurückschneiden der Weinreben im Winter (2006)

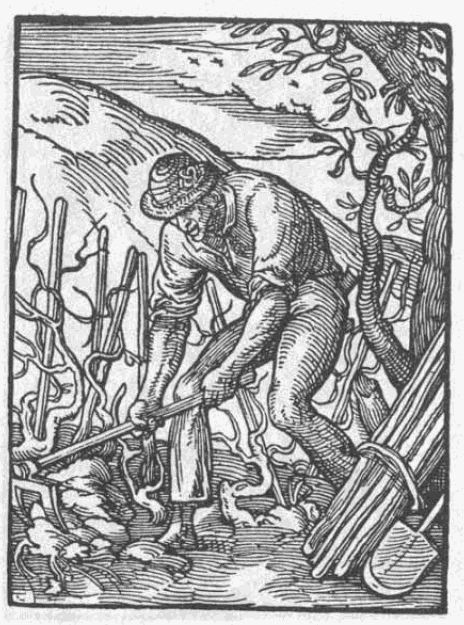
Der Rebmann aus Jost Ammans Ständebuch (1568)

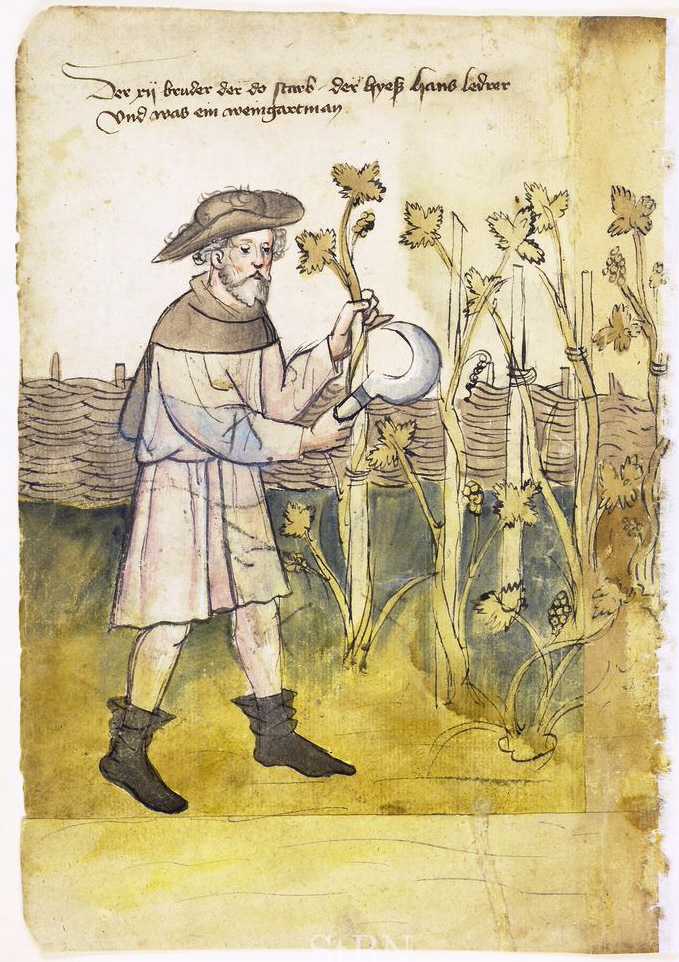
Weingartman von Hans Lederer im Hausbuch der Mendelschen Zwölfbrüderstiftung, etwa 1425

Winzer (auch Weinbauer) ist der mit dem Weinbau verbundene Beruf.

## Begriff
Der Begriff Winzer stammt von lat. vinitor (Weinbauer/Weinleser) bzw. vinum (Wein). Für den Beruf sind im deutschen Sprachraum auch andere Bezeichnungen gebräuchlich, wie Weingärtner oder Weinzierl auf Bairisch, Weinhauer in Österreich oder Weinbauer speziell in Tirol. In Franken ist auch die Bezeichnung Häcker verbreitet. Als Berufsbegriff veraltet und nur noch als Familiennamen bekannt sind Rebmann, Weinmann (Weimann, Weihmann) oder Weingartner (Weingärtner) sowie die regionalen Varianten Wingerter (Pfalz) und Wengerter (Württemberg und Unterfranken).

## Aufgabe
Ein Winzer pflegt und kultiviert die Weinrebe. Auch die Aufgaben nach der Weinlese wie Herstellung und Vermarktung des Weines gehören zum Berufsbild des Winzers. Die Mehrzahl der Winzer sind selbständig als Betreiber eines Familienunternehmens tätig.
Zur Verbesserung der Absatzchancen und zur Rationalisierung des Betriebs haben sich Winzer zu Winzergenossenschaften zusammengeschlossen.

## Ausbildung

### Winzer
In Deutschland, in der Schweiz sowie in Österreich ist Winzer ein landwirtschaftlicher Ausbildungsberuf mit dreijähriger Berufsausbildung. Bekannt sind in Deutschland die Staatliche Lehr- und Versuchsanstalt für Wein- und Obstbau Weinsberg, die Hochschule Geisenheim und der Weincampus Neustadt. Die Ausbildungsvergütung in Deutschland betrug 2023 im Durchschnitt etwa 700 € im ersten, 765 € im zweiten sowie 835 € im dritten Lehrjahr. In Österreich wird an eigenen Schulen zum Weinbau- und Kellerfacharbeiter ausgebildet. Die Einrichtung Höhere Bundeslehranstalt und Bundesamt für Wein- und Obstbau in Klosterneuburg bietet eine fünfjährige Ausbildung mit Matura, die einzige dieser Art in Österreich.

### Winzermeister, Weinmeister, Weinbaumeister
Nach den üblichen Kriterien für die Weiterbildung zum Meister erfolgt auch diejenige zum Winzermeister. Voraussetzung sind eine abgeschlossene einschlägige Berufsausbildung, in der Regel zum Winzer, und eine mindestens dreijährige einschlägige Berufspraxis.

### Weinbau- und Önologiestudium
In Deutschland kann man Weinbau und Önologie (Kellerwirtschaft) an der Hochschule Geisenheim University und am Weincampus Neustadt studieren.
Seit 2009 gibt es am Weincampus Neustadt einen dualen Studiengang Weinbau und Önologie, der zusammen von den Fachhochschulen Bingen, Kaiserslautern und Ludwigshafen am Rhein sowie dem Dienstleistungszentrum Ländlicher Raum (DLR) Rheinpfalz angeboten wird. In Österreich bietet die Fachhochschule Burgenland in Eisenstadt und in der Schweiz die Fachhochschule Westschweiz / École d’ingénieurs de Changins ein Studium in dieser Kategorie an.
siehe auch: Ausbildungsmöglichkeiten für Weinbau und Kellerwirtschaft

## Patronat
Schutzpatrone der Winzer sind der heilige Cyriak, einer der vierzehn Nothelfer, als Beistand gegen Frost und Unwetter, sowie der heilige Urban von Langres, der oft verwechselt wird mit dem Heiligen und Papst Urban I., als Helfer für gesunden Rebenwuchs. Beide Schutzpatrone werden oft mit einer Weintraube oder einem Weinstock in der Hand dargestellt.